# The Westin Grand Berlin

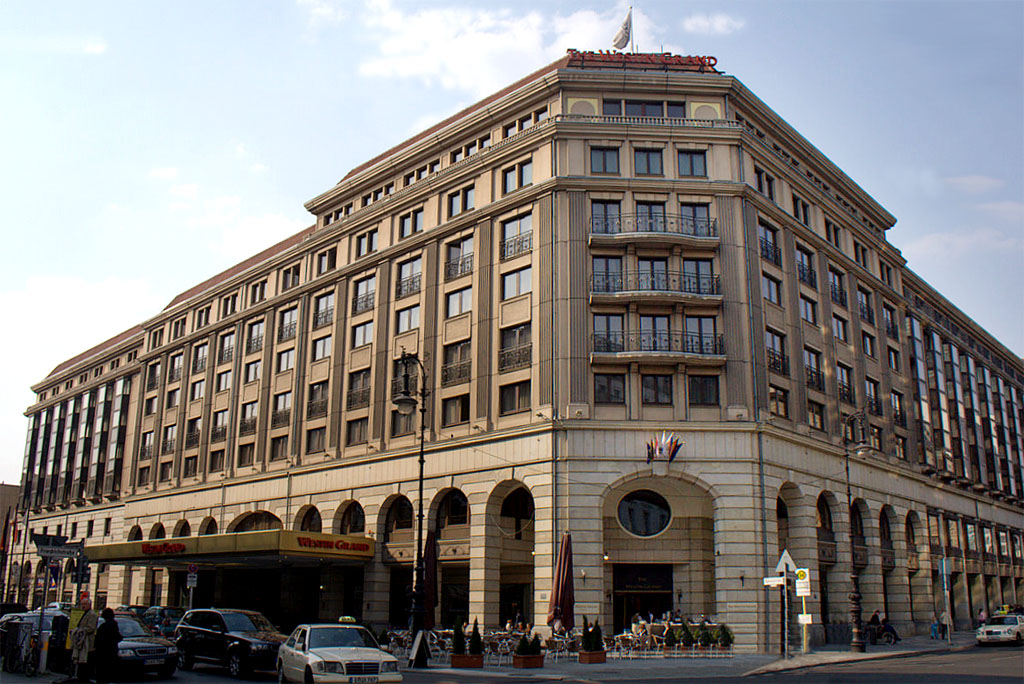
The Westin Grand Berlin, 2006 (früher: Interhotel Grand Hotel Berlin)

The Westin Grand Berlin (früher: Grand Hotel Berlin) in der Friedrichstraße 158–164 im Berliner Ortsteil Mitte des gleichnamigen Bezirks ist ein im Jahr 1987 fertiggestelltes Hotel aus der DDR-Zeit, das seinerzeit von der Interhotel-Kette betrieben wurde. Das Hotel gehörte von 1988/89 bis in die 1990er Jahre zum Hotelverbund The Leading Hotels of the World und 1992–1997 zu Maritim Hotels. Aktuell wird das Hotel von Westin Hotels & Resorts betrieben.

## Geschichte und Konzeption
Bis zu ihrem Abriss 1957 befand sich auf dem heutigen Grundstück neben weiteren Geschäftshäusern die erste und eine der imposantesten Ladenpassagen der Stadt, die 1873 eröffnete Kaisergalerie. 1943 wurde das Gebäude bei einem Luftangriff bis auf einen Rest zerstört und brannte 1945 vollständig ab. Die verbliebene Ruine wurde 1957 abgetragen.
Der Abschnitt zwischen Glinka- und Friedrichstraße wurde 1964–66 nach Plänen von E. Schmidt und H. Dübel mit einem Apartmenthaus und einem Funktionsgebäude der Komischen Oper neu bebaut. Das Funktionsgebäude Unter Linden 41 existiert bis heute weitgehend unverändert. Das Apartmenthaus befand sich auf dem heutigen Gelände von Unter den Linden 39 und 37 bis an die Ecke zur Friedrichstraße. Der östliche Teil des Apartmenthauses wurde abgerissen oder umgebaut und in den Neubau des Grand Hotel integriert, während der westliche Teil umgebaut wurde.

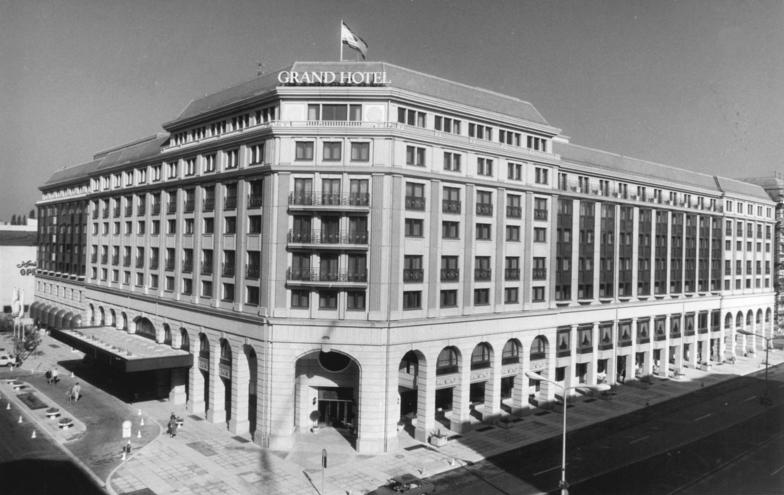
Das damalige Interhotel Grand Hotel Berlin, 1987

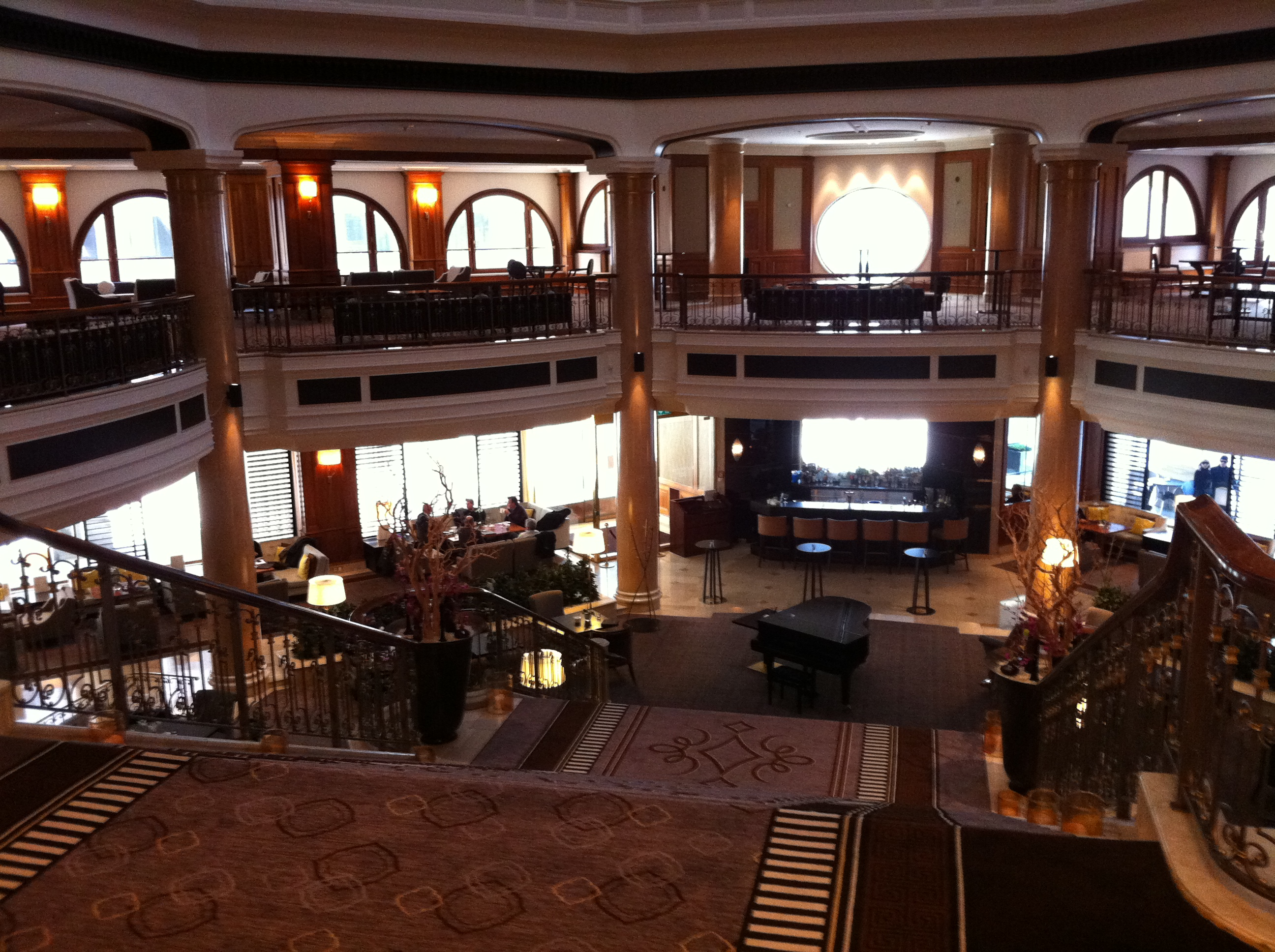
Eingangshalle, zentraler Treppenaufgang, 2011

Das ursprüngliche Interhotel Grand Hotel Berlin wurde als repräsentativer Bau im klassizistischen Stil konzipiert und von der Kajima Corporation unter Leitung von Erhardt Gißke projektiert. Der Bau soll umgerechnet rund 100 Millionen Euro gekostet haben. Das Hotel sollte den höchsten Standards entsprechen und wurde sehr hochwertig ausgeführt. Es wurde am 1. August 1987 vom damaligen Staatsratsvorsitzenden Erich Honecker eingeweiht. Das Westin Grand beherbergt 359 Zimmer und Suiten. Die Eingangshalle – das sogenannte „Oktogon“ – und der Eingang orientieren sich an der Gestaltung der ehemaligen Kaisergalerie. Das Hotel war eines von mehreren Hotels in der DDR, die nur für konvertible Währungen genutzt werden konnten und hauptsächlich auf ein westliches Publikum ausgerichtet waren. Die Preisliste von 1987 begann bei 275 DM für ein Einzelzimmer und reichte bis zu 3600 DM für eine Suite. Die Benutzung von Fitnessbereich und Parkhaus waren inklusive.
Nach der politischen Wende und der deutschen Wiedervereinigung ging das Haus 1990 in den Besitz der Treuhandanstalt über. 1997 wurde das Hotel an den Investor Starwood verkauft. Im Zuge des Verkaufs wurde das Hotel in Westin Grand Hotel Berlin umbenannt.

## Orgel
Die Firma Jehmlich Orgelbau Dresden hatte in das „Jagdzimmer“ des Hotels eine Orgel installiert. Das Westin Grand Hotel war damit das einzige Hotel Europas mit einer eigenen Hotelorgel. Das Schleifladen-Instrument hatte zwölf Register auf zwei Manualen und Pedal. Die Spiel- und Registertrakturen waren mechanisch. Die Orgel musste aufgrund eines Wasserschadens im Jahr 2008 ausgebaut werden.
| I. Manual C–g3 |                 |    |
| 1.             | Spitzflöte      | 8′ |
| 2.             | Harfenprinzipal | 4′ |
| 3.             | Dulzflöte       | 2′ |
| 4.             | Mixtur III      |    |

| II. Manual C–g3 |                 |       |
| 05.             | Musiziergedackt | 8′    |
| 06.             | Rohrflöte       | 4′    |
| 07.             | Prinzipal       | 2′    |
| 08.             | Sifflöte        | 1 ⁄3′ |
| 09.             | Cembaloregal    | 8′    |
| 10.             | Glockenspiel    |       |
|                 | Tremulant       |       |

| Pedal C–f1 |         |     |
| 11.        | Bordun  | 16′ |
| 12.        | Gedackt | 08′ |

Koppeln: II/I, I/P, II/P
Nebenregister: Vogelschrei

## Sonstiges

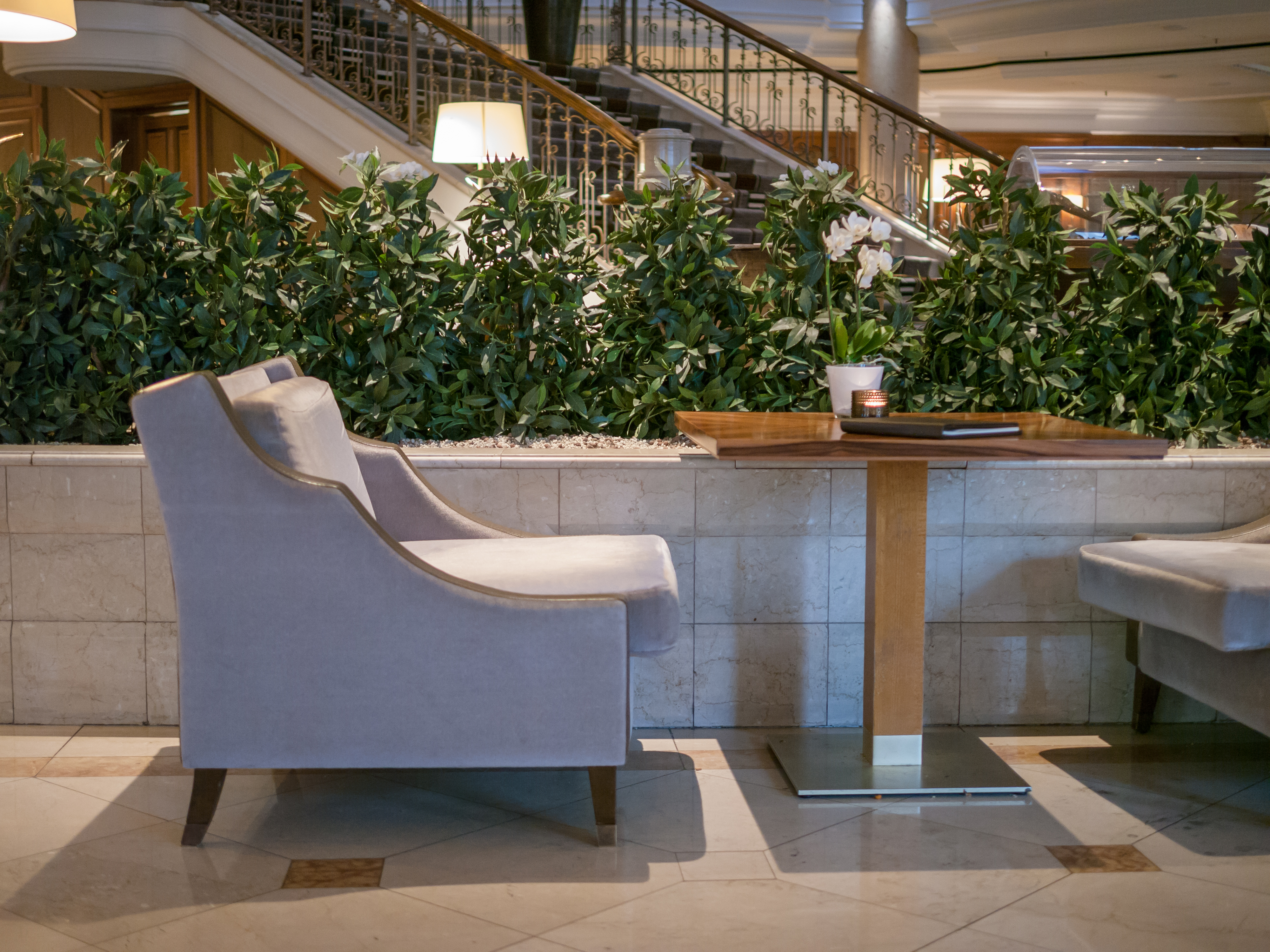
Einrichtung der Lobby

Das Westin Grand Hotel wurde als Deutschlands Leading Business Hotel 2010 mit dem World Travel Award ausgezeichnet, im Folgejahr konnte das Hotel diesen Titel verteidigen.
Das Hotel diente unter anderem als Drehort für folgende Produktionen:
- Unter Brüdern (TV-Tatort-Folge, 1990)
- Pappa ante portas (Kinofilm, 1991)
- Die Bourne Verschwörung (Kinofilm, 2004)
- Eine wie keine (Fernsehserie, 2009/2010)
- Victoria (Kinofilm, 2015)
- Wann (Mr. 100 %) (Musikvideo zu dem Lied von Marianne Rosenberg, 2019)
- 4 Blocks (Fernsehserie, 2017)
- Unorthodox (Miniserie, 2020)